# The Lemonheads (album)
The Lemonheads è l'ottavo album in studio del gruppo musicale alternative rock statunitense The Lemonheads, pubblicato nel 2006.

## Tracce
1. Black Gown
2. Become the Enemy
3. Pittsburgh
4. Let's Just Laugh
5. Poughkeepsie
6. Rule of Three
7. No Backbone
8. Baby's Home
9. In Passing
10. Steve's Boy
11. December

## Formazione
- Evan Dando - basso, chitarre, voce, percussioni, piano
- Karl Alvarez - basso
- Andrew Berlin - piano
- Garth Hudson - tastiere
- Josh Lattanzi - basso
- J Mascis - chitarra
- Bill Stevenson - batteria, percussioni, cori, chitarra